# Kilyana corbeni
Kilyana corbeni là một loài nhện trong họ Zoropsidae.
Loài này thuộc chi Kilyana. Kilyana corbeni được Raven & Stumkat miêu tả năm 2005.